# 裸者と死者 (映画)
『裸者と死者』（らしゃとししゃ、原題: The Naked and the Dead）は1958年のアメリカ合衆国の戦争映画。監督はラオール・ウォルシュ、出演はアルド・レイとクリフ・ロバートソンなど。原作はノーマン・メイラーの1948年の同名小説。太平洋戦争を舞台に日本軍が支配する南太平洋の孤島に上陸した米兵たちの姿を描いた群像劇。

## ストーリー
クロフト軍曹は有能な軍人だが、部下には徹底的に厳しく、敵には冷酷非情な鬼軍曹。部下からの人望はなかった。そんなクロフト軍曹は愛する妻ミルドレッドに手酷く裏切られた経験を持っていた。
一方、カミングス将軍は親友の息子であるハーン少尉を自分の副官に抜擢する。しかし、その特別待遇を良しとしないハーン少尉は、将校らの特権的な生活態度に批判的な態度を示すばかりか、カミングス将軍の権威主義的姿勢をも面と向かって批判する。怒ったカミングス将軍はハーン少尉に対し、クロフト軍曹の上官として偵察隊の指揮を取るよう命じる。
叩き上げで経験豊富なクロフト軍曹と、良家の子息で経験の乏しいハーン少尉は任務遂行に当たって何かと意見が食い違う。ハーン少尉を煩わしく思うクロフト軍曹は部下に命じてハーン少尉に嘘の報告をさせる。その結果、ハーン少尉は重傷を負ってしまう。体よくハーン少尉を追い払うことができたクロフト軍曹は自ら指揮を執って隊を前進させるが、その無謀かつ非情な姿勢に部下らは強く反発する。

## キャスト
- クロフト軍曹: アルド・レイ
- ロバート・ハーン少尉: クリフ・ロバートソン
- カミングス将軍: レイモンド・マッセイ
- リリー: リリ・セイント・シア
- ミルドレッド: バーバラ・ニコルズ（英語版）
- ブラウン: ウィリアム・キャンベル（英語版）
- ギャラガー: リチャード・ジャッケル
- リッジス: ジェームズ・ベスト（英語版）
- ロス: ジョーイ・ビショップ
- ゴールドスタイン: ジェリー・パリス（英語版）
- レッド: ロバート・ギスト（英語版）
- ウィルソン: L・Q・ジョーンズ

## 作品の評価
Rotten Tomatoesによれば、6件の評論のうち高評価は83%にあたる5件で、平均点は10点満点中6.65点となっている。